# Leo Nebelsiek
Wilhelm Leo Nebelsiek (* 30. Juli 1886 in Talle; † 4. Oktober 1974 in Detmold) war ein deutscher Prähistoriker und Heimatforscher.

## Leben
Er stammte aus einer alteingesessenen, lippischen Försterfamilie und wurde zunächst Lehrer, bevor er sich seinen vorgeschichtlichen Forschungen zuwandte. Bei dem Kreisschulrat Heinrich Schwanold, der sich neben der Heimatforschung auch mit der lippischen Vorgeschichte beschäftigte, lernte er bei dessen Ausgrabungen, die dieser 1926 am Osterberg bei Lügde durchführte, die wissenschaftliche Erforschung der Vorgeschichte. Schon bald führte Nebelsiek eigenständig prähistorische Untersuchungen durch. So war er der erste im lippischen Raum, der bei der Untersuchung vorgeschichtlicher Grabhügel, Urnenfriedhöfe, Siedlungen und Ringwälle moderne Ausgrabungsmethoden anwandte.
Nebelsiek leitete von 1935 bis 1967 die ur- und frühgeschichtliche Abteilung des Lippischen Landesmuseums in Detmold und war dort zuletzt Museumsoberinspektor. Der Grundstock der dortigen Sammlungen und deren systematische Erfassung ist Nebelsieks Werk. Darüber hinaus hat er erstmals in dieser Abteilung des Museums versucht, mit museumspädagogischen Mitteln wie dem Modellbau dem Besucher den Alltag in einer mittelsteinzeitlichen Siedlung anschaulich vor Augen zu führen. Seine Nachfolge in der Leitung der ur- und frühgeschichtlichen Abteilung übernahm Friedrich Hohenschwert.
Ab 1947 war er ordentliches Mitglied der Altertumskommission für westfälische Landes- und Volkskunde und ab 1954 korrespondierendes Mitglied des Deutschen Archäologischen Instituts.
Leo Nebelsiek war verheiratet mit Martha geb. Schweinfurth (verwandt mit dem Afrikaforscher Georg Schweinfurth); sie hatten zwei Kinder: Trude (Mutter des Publizisten Burghard Schlicht) und Otto.

## Werk

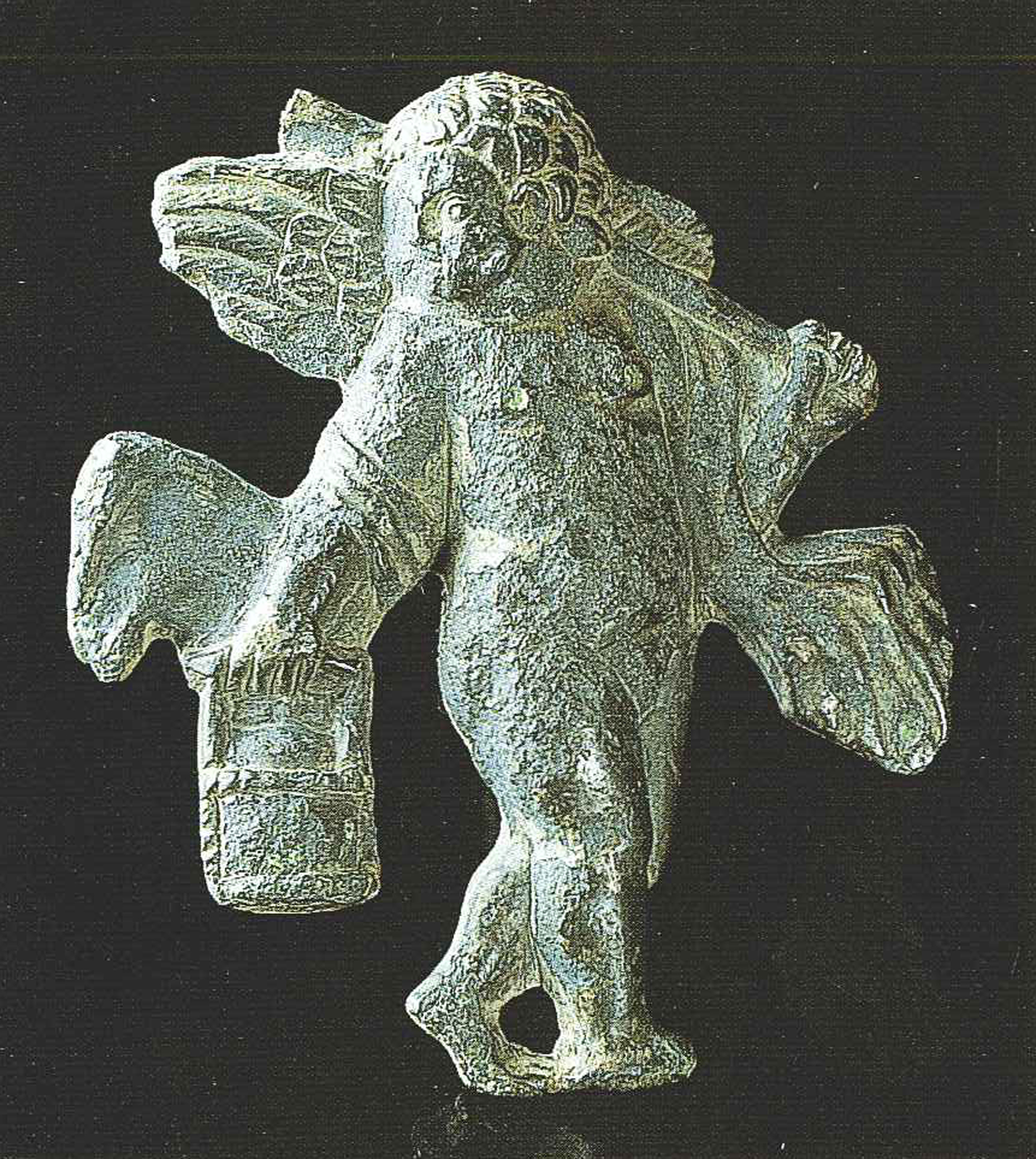
Amor von Hellerhausen

Nebelsiek hat zahlreiche Ausgrabungen an Bodendenkmälern in Lippe durchgeführt. Er legte nach eigenen Aufmessungen eine Sammlung von Reliefmodellen der lippischen Volksburgen und frühmittelalterlichen Burgwälle für das Landesmuseum an und baute die umfangreiche Fund- und Sachkartei sowie das prähistorische Bildarchiv des Museums aus. Weiterhin hat er aus der ausgehenden Jungsteinzeit und ältere Bronzezeit mehrere hundert Grabhügel, zum Beispiel in Hellerhausen, kartiert. Er legte mit seiner Arbeit die Grundlage für das Bodendenkmalkataster in Lippe. Seine besonderen Verdienste um die Erforschung der Vorgeschichte der Region Ostwestfalen-Lippe waren nach Meinung der wissenschaftlichen Gemeinschaft zugleich wichtige Beiträge für die gesamte deutsche Ur- und Frühgeschichtsforschung.

### Begehungen und Ausgrabungen (Auswahl)
- Gräberfeld im Bereich der heutigen Moltke- und Roonstraße von Bad Salzuflen
- Wallburg Rodenstatt beim Dorf Brakelsiek
- Elf Steinhügelgräber im Bereich des Teimers beim Kalletaler Ortsteil Rentorf[4]
- Burgruine Kohlstädt
- Am Osterberg bei Lügde
- Probegrabungen am Schalenstein im Staatsforst Schieder
- Befestigungsanlage Alt-Schieder
- Cheruskerzeitliche Siedlung auf dem Hühnerbrink und bei der Krutheide im Bereich des heutigen Bad Salzufler Ortsteils Wüsten

## Ehrungen
- 1958: Verdienstkreuz 1. Klasse der Bundesrepublik Deutschland
- 1958: Ehrenmitglied des Lippischen Heimatbundes, für seine Verdienste auf dem Felde der Vorgeschichte[5]
- 1961: Ehrenmitglied des Instituts für Ur- und Frühgeschichte der Universität Köln